# Psychotria uberabana
Psychotria uberabana är en måreväxtart som beskrevs av Johannes Müller Argoviensis. Psychotria uberabana ingår i släktet Psychotria och familjen måreväxter. Inga underarter finns listade i Catalogue of Life.